# Bronson Pinchot

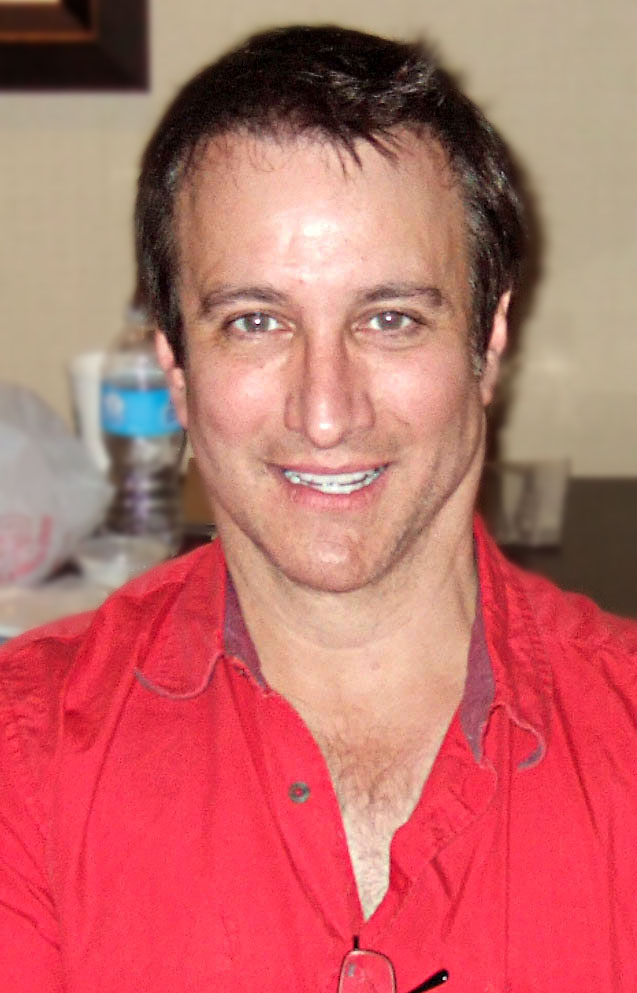
Bronson Pinchot (2012)

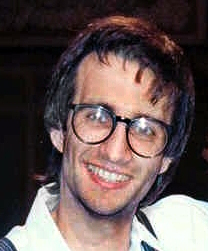
Bronson Pinchot (1987)

Bronson Alcott Pinchot (* 20. Mai 1959 in New York City) ist ein US-amerikanischer Schauspieler.

## Leben
Pinchot wuchs in Kalifornien auf. Er absolvierte im Jahr 1977 die South Pasadena High School, dann studierte er an der Yale University Malerei. Später entdeckte er sein Interesse am Schauspiel.
Pinchot debütierte in der Filmkomödie Lockere Geschäfte (1983), in der er neben Tom Cruise und Rebecca De Mornay in der Nebenrolle von Cruises Kumpel Barry auftrat. In den Komödien Beverly Hills Cop (1984), Beverly Hills Cop III (1994) und Beverly Hills Cop: Axel F (2024) spielte er eine markante Nebenrolle als homosexueller Kunsthändler Serge. Im Thriller True Romance (1993) trat Pinchot neben Christian Slater, Patricia Arquette und Dennis Hopper auf. In der Verfilmung von Die Langoliers (1995) spielte er die Rolle des psychotischen Craig Toomy. Für seine Rolle in der Komödie Der Club der Teufelinnen (1996), in der er neben Bette Midler, Goldie Hawn und Diane Keaton spielte, gewann er 1996 den National Board of Review Award. In der Komödie Winning Girls Through Psychic Mind Control (2002) übernahm er die Hauptrolle.
Neben Filmrollen ist Pinchot seit den 1980er-Jahren auch kontinuierlich im US-Fernsehen beschäftigt und hatte, während er in Kinofilmen in der Regel Nebendarsteller blieb, dort auch Hauptrollen. In den Jahren 1986 bis 1993 spielte er die Hauptrolle des Balki Bartokomous in der Fernsehserie Ein Grieche erobert Chicago. Für diese Rolle wurde er im Jahr 1987 für den Emmy Award nominiert. Er war 1996 außerdem in der 6. Staffel der Serie Eine starke Familie (Originaltitel: Step by Step) als französischer Friseur zu sehen. Die Rolle wurde nach einer Staffel jedoch wieder gestrichen.
Pinchot trat außerdem in einigen Theaterstücken auf wie das im Jahr 2004 am Broadway ausgestellte Stück Sly Fox, in dem er neben Richard Dreyfuss und Eric Stoltz spielte.
Seit 2002 ist Pinchot ein Mitglied im Bund der Freimaurer, seine Loge Harford Lodge No. 445 ist in Hop Bottom, Pennsylvania ansässig.

## Filmografie (Auswahl)
- 1983: Lockere Geschäfte (Risky Business)
- 1984: Beverly Hills Cop – Ich lös’ den Fall auf jeden Fall (Beverly Hills Cop)
- 1984: Flamingo Kid (The Flamingo Kid)
- 1985: Heiße Ferien (Hot Resort)
- 1985: Sara (Fernsehserie, 13 Folgen)
- 1985: Die Zeit nach Mitternacht (After Hours)
- 1985: Unglaubliche Geschichten (Amazing Stories, Fernsehserie, Folge 1x04)
- 1986: Die Trennung (Between Two Women, Fernsehfilm)
- 1986–1993: Ein Grieche erobert Chicago (Perfect Strangers, Fernsehserie, 150 Folgen)
- 1988: She’s Having a Baby
- 1989: Mein Partner mit dem zweiten Blick (Second Sight)
- 1990: Der große amerikanische Sexskandal (The Great American Sex Scandal, Fernsehfilm)
- 1992: Irren ist mörderisch (Blame It on the Bellboy)
- 1992: Eek! The Cat (Fernsehserie)
- 1993: True Romance
- 1993: Hugo, das Dschungeltier (Jungledyret, Stimme)
- 1993: The Trouble with Larry (Fernsehserie, 7 Folgen)
- 1994: Beverly Hills Cop III
- 1994–1995: Superman – Die Abenteuer von Lois & Clark (Lois & Clark, Fernsehserie, 2 Folgen)
- 1995: Die Langoliers (The Langoliers, Miniserie, 2 Folgen)
- 1996: It’s My Party
- 1996: Hinterm Mond gleich links (3rd Rock from the Sun, Fernsehserie, Folge 1x09)
- 1996: Mut zur Wahrheit (Courage Under Fire)
- 1996: Der Club der Teufelinnen (The First Wives Club)
- 1996: Clueless – Die Chaos-Clique (Clueless, Fernsehserie, 2 Folgen)
- 1997: Eine starke Familie (Step by Step, Fernsehserie, 23 Folgen)
- 1997: Meego – Ein Alien als Kindermädchen (Meego, Fernsehserie, 13 Folgen)
- 1998: Slappy und die Rasselbande (Slappy and the Stinkers)
- 1998: Das magische Schwert – Die Legende von Camelot (Quest for Camelot, Stimme)
- 1998: Beach Movie (Boardheads)
- 1999: Out of the Cold
- 1999: V.I.P. – Die Bodyguards (V.I.P., Fernsehserie, Folge 2x04)
- 2001: Susi und Strolch 2: Kleine Strolche – Großes Abenteuer! (Lady and the Tramp II: Scamp’s Adventure, Stimme)
- 2002: Winning Girls Through Psychic Mind Control
- 2004: Second Best
- 2005: Criminal Intent – Verbrechen im Visier (Law & Order: Criminal Intent, Fernsehserie, Folge 4x19)
- 2005: Diamond Zero (Icemaker)
- 2007: Law & Order: Special Victims Unit (Fernsehserie, Folge 9x01 Gespalten)
- 2008: Schatten der Leidenschaft (The Young and the Restless, Fernsehserie, 6 Folgen)
- 2008: Despereaux – Der kleine Mäuseheld (The Tale of Despereaux, Stimme)
- 2009: Wilde High School Teens kommen gleich zur Sache (Hooking Up)
- 2010: Chuck (Fernsehserie, Folge 4x02 Chuck gegen den Koffer)
- 2010: Hawaii Five-0 (Fernsehserie, Folge 1x08 Wo Rauch ist)
- 2011: Shake It Up – Tanzen ist alles (Shake It Up, Fernsehserie, Folge 1x17)
- 2014: Navy CIS (Navy NCIS, Fernsehserie, Folge 12x06)
- 2015: Detective Laura Diamond (The Mysteries of Laura, Fernsehserie, Folge 1x11)
- 2015: Ray Donovan (Fernsehserie, 2 Folgen)
- 2017: Double Play
- 2018–2020: Chilling Adventures of Sabrina (Fernsehserie, 8 Folgen)
- 2019: A Million Little Things (Fernsehserie, Folge 1x13)
- 2019: Lodge 49 (Fernsehserie, 3 Folgen)
- 2020: Project Blue Book (Fernsehserie, Folge 2x06)
- 2022: Navy CIS: Hawaiʻi (NCIS: Hawai'i, Fernsehserie, Folge 1x19)
- 2022: Die geheime Benedict-Gesellschaft (The Mysterious Benedict Society, Fernsehserie, Folge 2x06)
- 2023: Our Flag Means Death (Fernsehserie, Folge 2x06)
- 2024: Beverly Hills Cop: Axel F
- 2025: The Residence (Fernsehserie, 8 Folgen)